# Jan Erik Humlekjær
Jan Erik Humlekjær, född 1946, är en norsk bågskytt. Han deltog vid olympiska sommarspelen 1972 och 1976.